# Helge Weichmann
Helge Weichmann (* 10. Oktober 1972 in Ludwigshafen) ist ein deutscher Geowissenschaftler, Filmemacher und Schriftsteller.

## Leben
Helge Weichmann legte 1992 sein Abitur am Paul-von-Denis-Gymnasium in Schifferstadt ab. Anschließend studierte er Geographie an der Johannes Gutenberg-Universität Mainz, wo er Diplom und später Doktortitel erwarb. Ab 1997 arbeitete er als freiberuflicher Videoproduzent. 1999 gründete er die Produktionsfirma "Terra TV" (heute "Filmwerker"). Als Schriftsteller hat er sich dem Genre der Regionalkrimis verschrieben. Helge Weichmann lebt und arbeitet in Rheinhessen.

## Romane

### Ernestine-Nachtigall-Reihe
- Schandgrab. Gmeiner-Verlag, Meßkirch 2013, ISBN 978-3-8392-1445-9
- Schandgold. Gmeiner-Verlag, Meßkirch 2014, ISBN 978-3-8392-1618-7
- Schandkreuz. Gmeiner-Verlag, Meßkirch 2016, ISBN 978-3-8392-1859-4
- Schandglocke. Gmeiner-Verlag, Meßkirch 2017, ISBN 978-3-8392-2162-4
- Schandfieber. Gmeiner-Verlag, Meßkirch 2018, ISBN 978-3-8392-2333-8
- Schandflut. Gmeiner-Verlag, Meßkirch 2019, ISBN 978-3-8392-2535-6
- Schandweihe. Gmeiner-Verlag, Meßkirch 2021, ISBN 978-3-8392-2751-0

### Weitere Bücher
- Schwarze Sonne Roter Hahn. Gmeiner-Verlag, Meßkirch 2017, ISBN 978-3-8392-2057-3
- SOKO Ente. Gmeiner-Verlag, Meßkirch 2019, ISBN 978-3-8392-2429-8

## Filme (Auswahl)
- 2004: Sieben Kurze, bitte![1]
- 2002: Die Hadesreise[2]
- 2001: Flatsch[3]